# 堀田備前守
堀田備前守（ほったびぜんのかみ）はTBSの時代劇『水戸黄門』第20部から第24部に登場した架空の人物で悪役。配役は永井秀明。

## 設定・横顔
水戸光圀の敵対者で、幕府の重役。先行する柳沢吉保（山形勲）（第1部 - 第3部、第14部 - 第15部、第17部 - 第18部まで登場した）に代わる存在である。
各地の藩の悪人と組み支援しており老公が事態の収拾に乗り出すと暗殺するよう命ずる。また江戸城にて綱吉の前での光圀との対決では吉保と違い圧倒されることが多い。
クレジットでは名前が明かされないシリーズもあるが、正則であることが判明している。